# Et la Montagne fleurira
Production
Diffusion

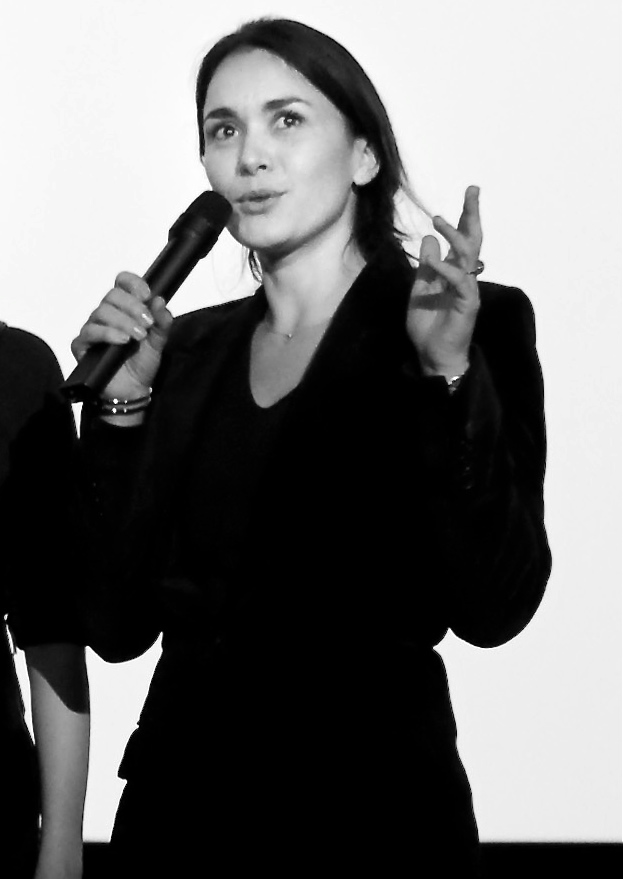
Éléonore Faucher, créatrice et réalisatrice de la série.

Et la Montagne fleurira est une série télévisée franco-belge créée, écrite et réalisée par Éléonore Faucher, et diffusée du 29 août au 12 septembre 2022 sur France 2.
Elle est basée sur le roman Le Mas des Tilleuls publié par Françoise Bourdon aux éditions Calmann-Lévy en 2011 dans la collection Territoires/France de toujours et d'aujourd'hui.
La série est une coproduction de Storia Television (Mediawan) et de la société belge Umedia.

## Synopsis
L'histoire débute en 1847 en Provence près de Buis-les-Baronnies. Adélaïde Bonaventure est la propriétaire du Mas des Tilleuls, qu'elle gère avec son mari Sosthène Lombard. Le domaine tient son nom des trente beaux tilleuls plantés par le père d'Adélaïde : dix pour la naissance d'Adélaïde, dix pour la naissance de sa sœur Blanche et dix pour celle de leur frère Hector. Mais un jour, en rentrant la récolte de fleurs de tilleul, Adélaïde fait une chute mortelle, laissant un veuf et un orphelin : leur fils Jean-Baptiste Lombard.
Après la période de deuil, Sosthène installe au mas sa maîtresse, la prostituée Séraphine dont il a eu il y a près de vingt ans un fils illégitime, Gaspard. En l'absence de Sosthène, Séraphine fait des avances à Jean-Baptiste, qui la repousse. Séraphine accuse alors le jeune homme d'avoir tenté de la séduire et Sosthène sur la foi de cette confidence mensongée bannit son fils, après l'avoir roué de coups et maudit,,.
Jean-Baptiste se réfugie au village de Buis auprès de son oncle Hector, qui lui conseille de se rendre chez sa tante Blanche au village de Saint-Pancrace. À peine arrivé, Jean-Baptiste apprend que Blanche vient de perdre son mari, le colporteur-droguiste Germinal. Blanche, qui habite avec son amie Zélie au Domaine des Genévriers depuis la mort de son fils en Algérie, produit des plantes médicinales et aromatiques ainsi que de l'huile essentielle de lavande. Elle propose à Jean-Baptiste de reprendre les tournées de colporteur-droguiste de Germinal,,. Le fils d'Adélaïde commence par refuser, mais finit par accepter après avoir subi les tentatives insistantes de Blanche pour le marier avec Agathe Marie, surnommée « la Demoiselle », héritière de l'apothicairerie du village de Saint-Pancrace et d'un prieuré à la sortie du village.
Pendant ce temps, les relations se détendent entre Sosthène et son fils illégitime Gaspard après que Gaspard a sauvé Sosthène des crocs d'un loup. Reconnaissant, Sosthène déshérite Jean-Baptiste, épouse Séraphine et adopte Gaspard.
Revenu de sa première tournée de colporteur-droguiste, Jean-Baptiste rencontre Lila, une jeune bergère dont il tombe éperdument amoureux. Les deux tourtereaux se marient et attendent un heureux événement au début de l'épisode 4. Au Mas des Tilleuls, Séraphine, enceinte de jumeaux, meurt des suites d'une fausse couche. Quant à son fils Gaspard, incapable de se faire aimer d'Alexandrine, jeune bergère qu'il courtise, il met le feu à la grange de la famille de cette dernière, pour la forcer à l'épouser.
Alors que Jean-Baptiste est détenu dans une prison en raison de ses penchants révolutionnaires, Lila s'inquiète de ne pas le voir revenir. Afin de répondre à ses lettres, elle apprend à lire et écrire auprès d'Agathe-Marie, qui est tiraillée entre son amour pour Jean-Baptiste et son amitié pour Lila. Après le retour de Jean-Baptiste, Lila accouche d'un petit garçon, Zacharie. Au mas des Tilleuls, Alexandrine est victime des violences de Gaspard, qui boit du matin au soir. Mais le choléra se propage en Provence : il emporte coup sur coup Sosthène, Blanche et Zélie et affecte Jean-Baptiste qui y survit puis, une fois guéri, revient enterrer sa tante.
Lila, dont les convictions vont dans le sens de la défense de la république et de l'obtention du droit de vote des femmes, accompagne Jean-Baptiste dans les chambrées républicaines. Lorsque Louis-Napoléon Bonaparte dissout l'Assemblée nationale lors du coup d'État du 2 décembre 1851, c'est dans le Sud-Est que la résistance républicaine est la plus forte. Jean-Baptiste et Lila partent prendre la préfecture de Forcalquier avec leurs compagnons montagnards, laissant Zacharie à la garde de « la Demoiselle »,. La prise de Forcalquier est un succès mais les insurgés apprennent vite qu'ils sont isolés et que les troupes du despote ont repris le contrôle de la situation partout ailleurs. Ils décident de prendre le maquis dans la montagne de Lure, bientôt rattrapées par les troupes ralliées au nouvel empereur.
Après la mort de Lila, tombée sous les balles durant la fuite dans le maquis, Jean-Baptiste rejoint « la Demoiselle » et le petit Zacharie et retrouve le Mas des Tilleuls complètement abandonné depuis la mort de ses anciens propriétaires. Il devient le nouveau maître du domaine, là où il a grandi, perpétuant ainsi l'œuvre de son grand-père et de sa mère, et assurant la continuité avec son fils Zacharie.

## Distribution
- Guillaume Arnault : Jean-Baptiste Lombard
- Philippe Torreton : Sosthène Lombard
- Anne Brochet : Adélaïde Lombard, née Bonaventure
- Julien Boisselier : Hector Bonaventure
- Constance Dollé : Blanche Bonaventure
- Catherine Allégret : Léonie, la bonne des Lombard
- Ophélia Kolb : Zélie, l'amie de Blanche
- Hélène de Fougerolles : Séraphine, la maîtresse de Sosthène
- Rio Vega : Gaspard, le fils de Séraphine
- Claire Duburcq : Lila
- Chloé Astor : Agathe Marie, l'apothicaire du village de Saint-Pancrace, surnommée « la Demoiselle »
- Liah O'Prey : Estelle
- David Kammenos : Ailhaud de Volx
- Michel Jonasz : Perdiguier, le maire de Buis
- Pauline Briand : Alexandrine
- Damien Jouillerot : Gigoulet
- Zoé Héran : Aglaé, la servante des Lombard
- Jacques Bouanich : Maître Vial
- Didier Bourguignon : Platon, le vieux berger
- David Faure : le facteur Vière
- Charles Salvy : le garde champêtre

Actrices et acteurs de la série
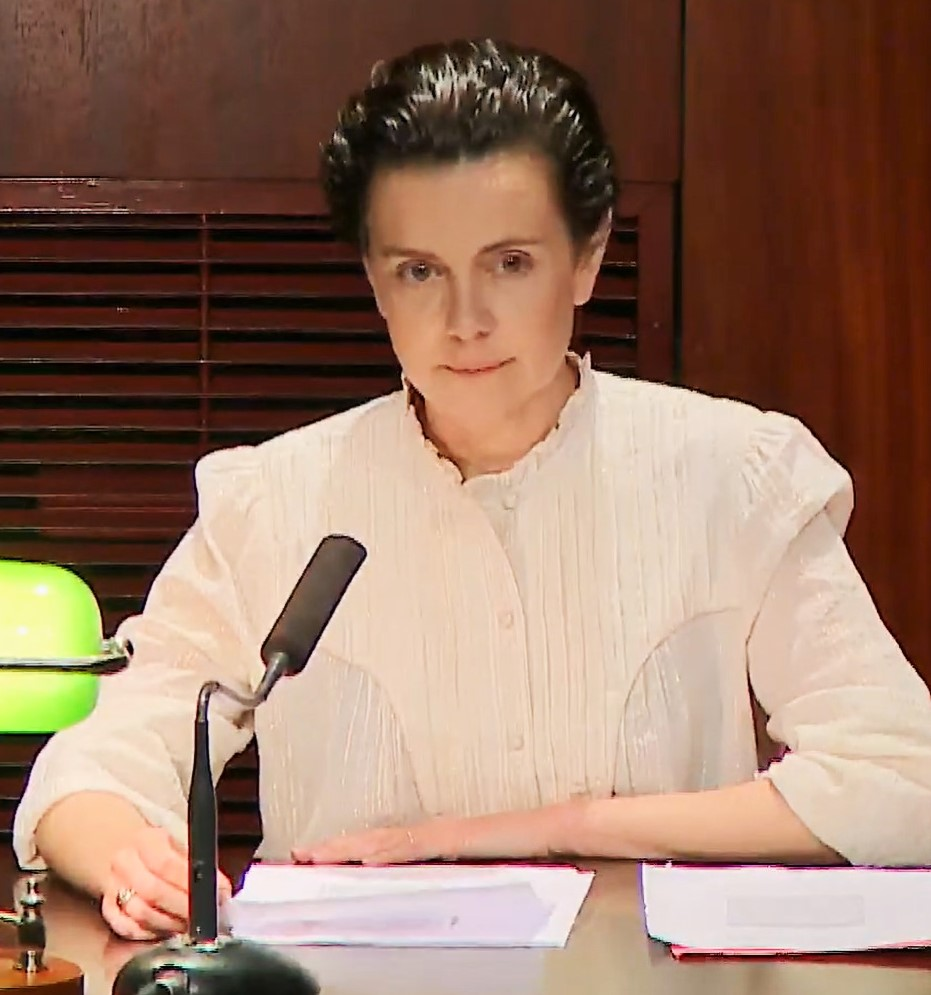
Constance Dollé.
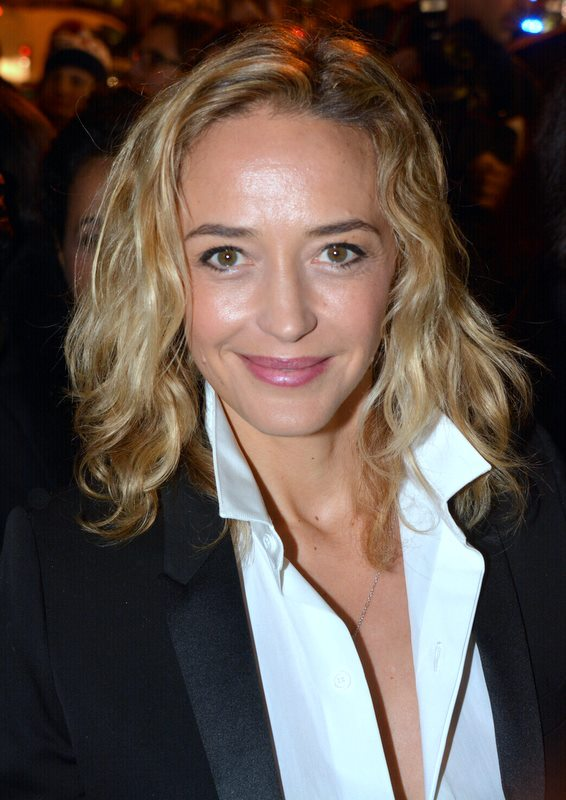
Hélène de Fougerolles.
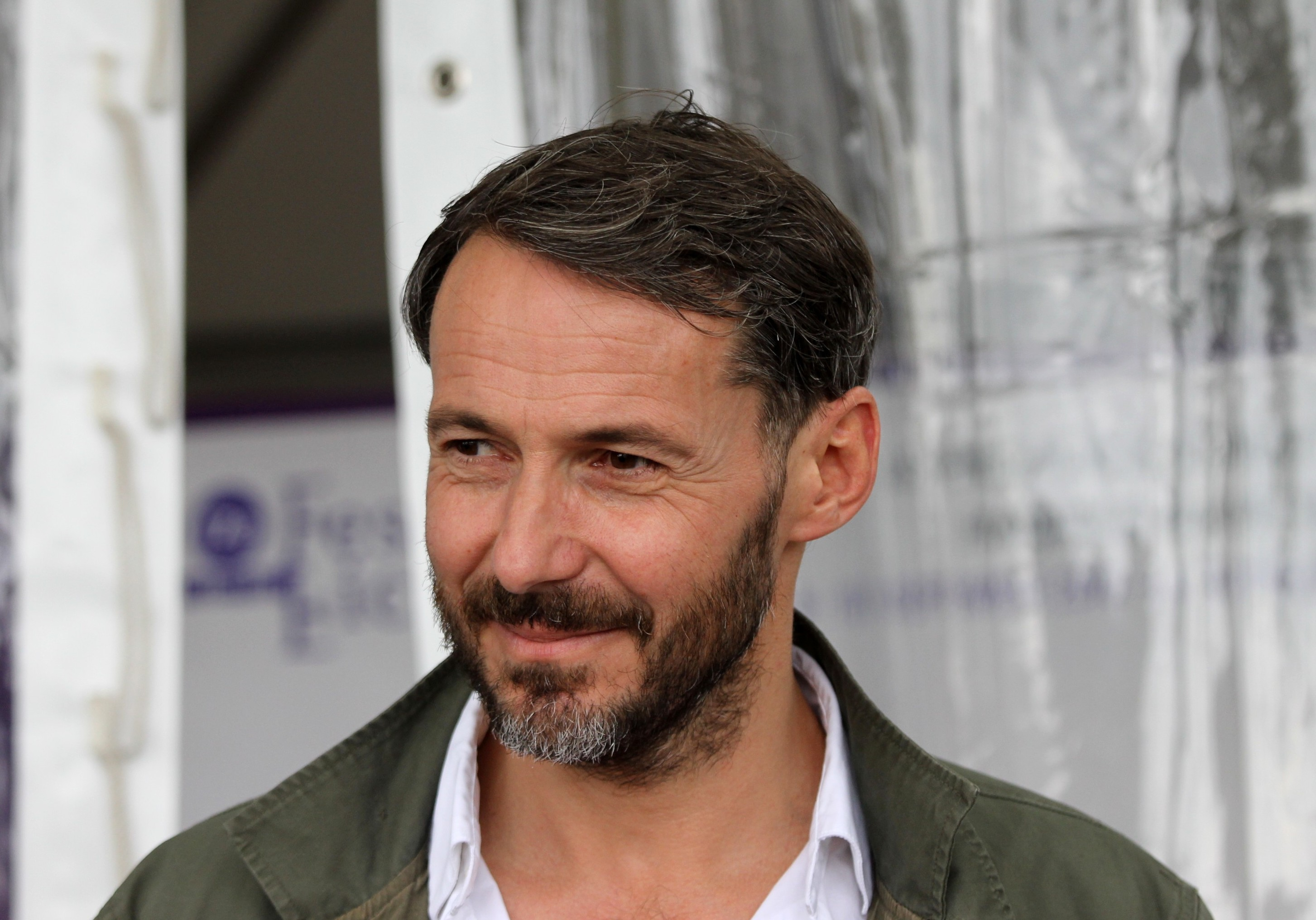
Julien Boisselier.
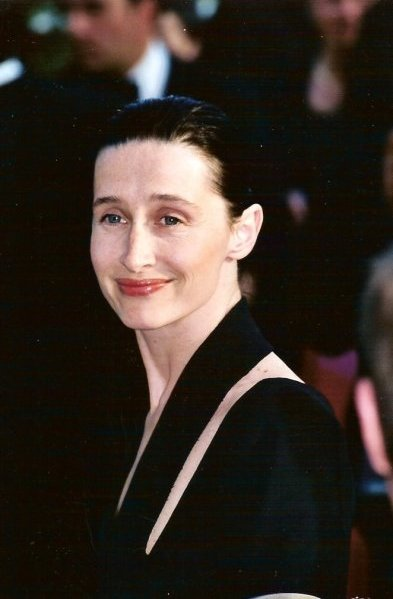
Anne Brochet.
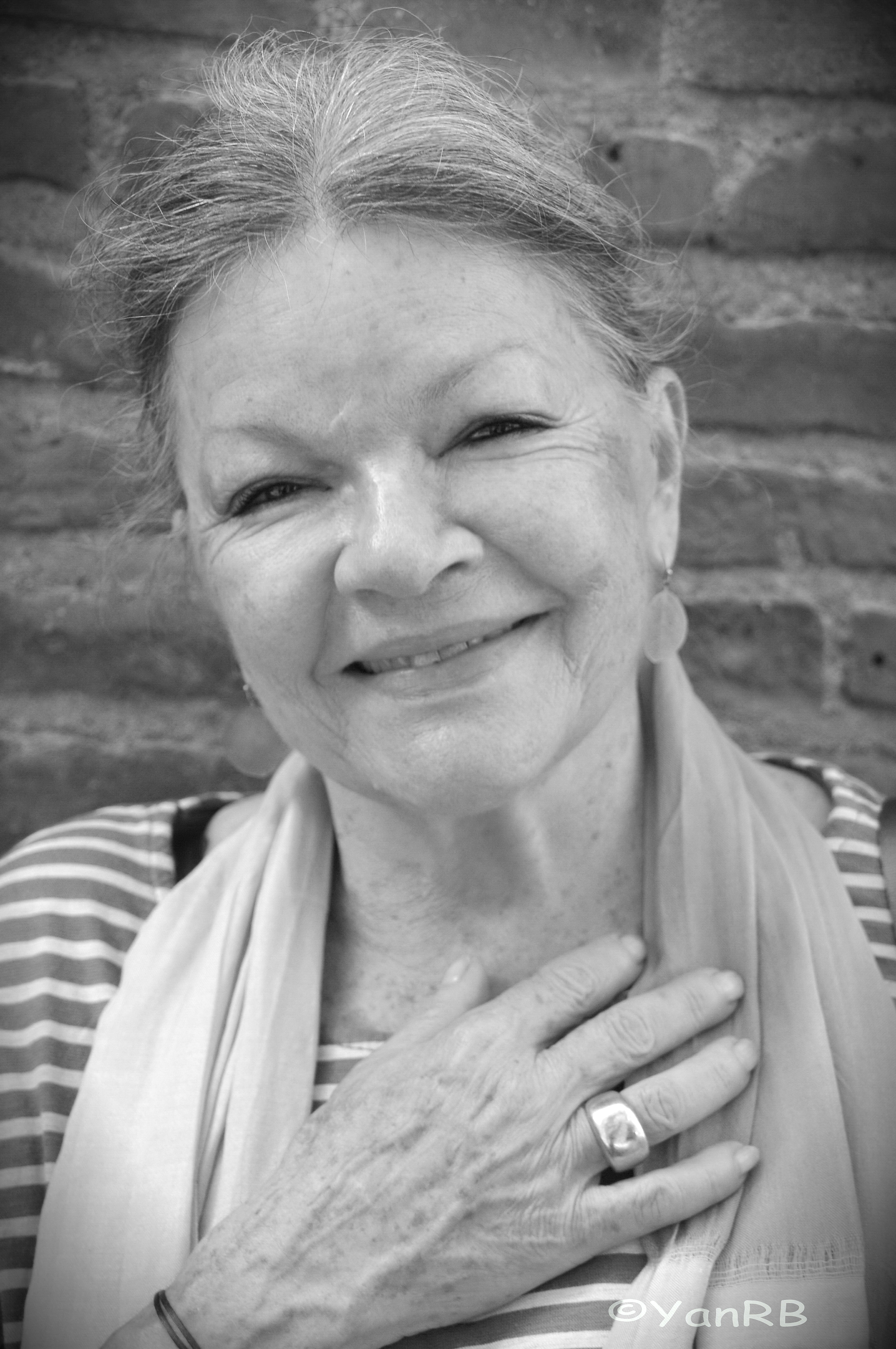
Catherine Allégret.
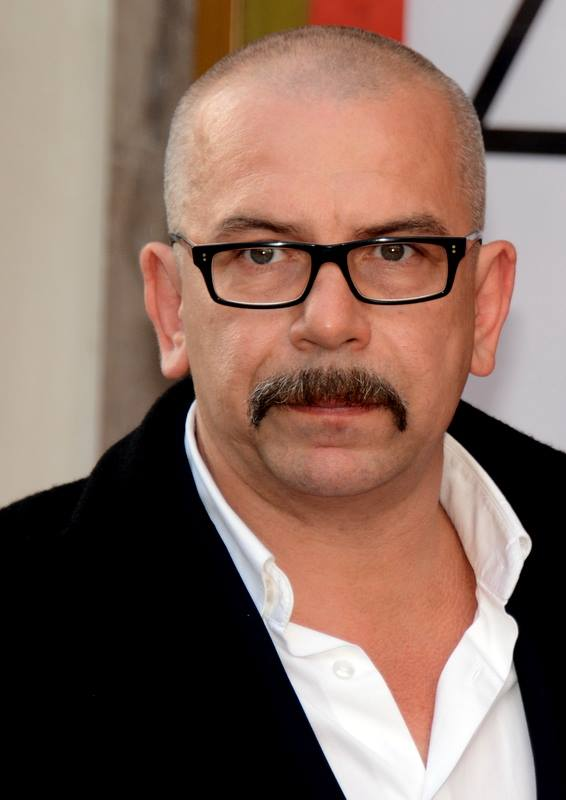
Philippe Torreton.

## Production

### Genèse et développement
La série est une coproduction de Storia Television (Mediawan) et de la société belge Umedia, réalisée  pour France 3 avec le soutien du tax shelter du gouvernement fédéral de Belgique et de la région Provence-Alpes-Côte d'Azur ainsi que de la participation du CNC.
La réalisatrice et scénariste Éléonore Faucher explique : « Quand j'ai vu la série Downton Abbey, que j'ai adorée, je me suis dit qu'on avait tout ce qu'il fallait en France pour faire une série d'époque d'aussi belle qualité, mais qui défende nos valeurs républicaines. »
Le producteur Louis Grangé précise de son côté : « Ce projet nous a permis de renouer avec les codes des grandes sagas, tout en modernisant le genre par les thématiques abordées. Raconter des passions amoureuses, des déchirements familiaux, des trahisons, tout en évoquant un arrière-plan politique, social, engagé, avec le soulèvement des Montagnards contre le Second Empire. On y retrouve également des portraits de femmes modernes, qui tentent de s'affranchir d'une société patriarcale, et qui s'imposent dans un univers souvent violent. »
Pour Anne Holmes et Anne Didier, à la tête de la fiction française chez France Télévisions : « S'emparer de notre patrimoine littéraire et fédérer les téléspectateurs autour d'une mini-série historique font partie des plus belles missions du service public. Dans cette perspective, adapter Le mas des Tilleuls, de Françoise Bourdon, nous permet de partager une belle œuvre patrimoniale qui nous plonge dans le quotidien des cultivateurs en Drôme provençale au milieu du XIXe siècle. C'est à la fois pittoresque et très réaliste, ancré dans ce terroir, ses coutumes, sa langue. L'objectif était de développer l'intrigue et la trajectoire de notre héros, Jean-Baptiste, dans la modernité, grâce à une saga et une fable morale dont les thématiques sur les violences familiales et l'engagement politique résonnent avec notre époque contemporaine. C'est au fond l'histoire d'un jeune maltraité, chassé de chez lui par son père et sa belle-mère, qui se retrouve totalement démuni. Cette dimension résonne universellement, tout comme ces portraits féminins dans la lutte pour leurs droits donnent une très belle dimension féministe à cette série historique. »

### Attribution des rôles
Philippe Torreton, qui interprète Sosthène Lombard, précise : « J'aime pas ce genre de mec. J'ai commencé par le refuser, parce que je le trouvais trop noir au début. Mais il y a quelques petites raisons qui en font quelqu'un d'intéressant ». Il dépeint son personnage comme un homme qui a passé son temps à travailler pour les autres, et qui a réussi à gravir les échelons : « Le problème, c'est qu'il a oublié l'amour. L'envie de posséder, de dominer l'a emporté sur l'envie d'aimer ».

### Tournage
Le tournage de la série se déroule du 19 mai au 9 juillet 2021 puis du 8 septembre au  15 octobre 2021 en région Provence-Alpes-Côte d'Azur, entre autres dans le massif du Luberon à Grambois (au « Jas de Monsieur ») et à Ménerbes, ainsi que dans la Drôme,,,,.

### Fiche technique
- Titre français : Et la Montagne fleurira
- Genre : Série historique
- Production : Louis Grangé
- Producteur exécutif : Frédéric Bruneel
- Sociétés de production : Storia Television, Umedia[11]
- Réalisation et scénario : Éléonore Faucher[12]
- Musique : Cyrille Aufort
- Décors : Marie-Hélène Sulmoni
- Costumes : Florence Clamond
- Photographie : Pierric Cantelmi d'Ille
- Son : Jérôme Chenevoy
- Montage : Richard Marizy, Emmanuelle Giry
- Maquillage : Pascale Guégan
- Pays de production :  France /  Belgique
- Langue originale : français
- Format : couleur
- Nombre de saisons : 1
- Nombre d'épisodes : 6
- Durée : 49 minutes[13],[14]
- Dates de première diffusion :
  - France : 29 août 2022 sur France 2[2],[10],[12]

## Audiences et diffusion

### En France
En France, la série est diffusée les lundis vers 21 h 10 sur France 2, par salve de deux épisodes à partir du 29 août 2022,,.
| Épisode              | Diffusion               | Diffusion            | Audience moyenne          | Audience moyenne                       | Audience moyenne         | Audience moyenne | Réf.   |
| Épisode              | Jour                    | Horaire              | Nombre de téléspectateurs | Part de marché (sur les 4 ans et plus) | Part de marché (FRDA-50) | Classement       | Réf.   |
| -------------------- | ----------------------- | -------------------- | ------------------------- | -------------------------------------- | ------------------------ | ---------------- | ------ |
| 1                    | Lundi 29 août 2022      | 21 h 00 - 22 h 00    | 3 230 000                 | 15,2 %                                 | 5,5 %                    | 3e               | [ 15 ] |
| 2                    | Lundi 29 août 2022      | 22 h 00 - 23 h 00    | 3 120 000                 | 15,8 %                                 | 5,5 %                    | 3e               | [ 15 ] |
| 3                    | Lundi 5 septembre 2022  | 21 h 00 - 22 h 00    | 3 110 000                 | 14,6 %                                 | 5,2 %                    | 3e               | [ 16 ] |
| 4                    | Lundi 5 septembre 2022  | 22 h 00 - 23 h 00    | 3 050 000                 | 15,9 %                                 | 5,2 %                    | 3e               | [ 16 ] |
| 5                    | Lundi 12 septembre 2022 | 21 h 00 - 22 h 00    | 3 240 000                 | 14,8 %                                 |                          | 2e               | [ 17 ] |
| 6                    | Lundi 12 septembre 2022 | 22 h 00 - 23 h 00    | 3 120 000                 | 15,9 %                                 |                          | 2e               | [ 17 ] |
|                      |                         |                      |                           |                                        |                          |                  |        |
| Moyenne de la saison | Moyenne de la saison    | Moyenne de la saison | 3 145 000                 | 15,4 %                                 |                          |                  | [ 18 ] |

- Les plus hauts chiffres d'audience
- Les plus bas chiffres d'audience